# 이필상
이필상(李弼商, 1947년 12월 30일 ~ )은 대한민국의 교수다. 본관은 여주.
2006년 12월 21일에 고려대학교 16대 총장에 취임하였다가 사퇴한 학자이다. 미국 컬럼비아 대학교에서 경영학 박사 학위를 받은 후 1982년부터 고려대학교 경영학과 교수로 재직하였다. 학부를 서울대학교 금속공학과에서 나왔기에, 고려대 개교 이래 첫 서울대학교 출신 총장이다.  당시 서울대 출신이 고려대 총장이 된다는 사실에 고려대 출신 교수들 일각에서 자신들의 기득권 상실에 대한 불안과 반발이 있었다.
2007년에 이필상 총장의 과거 논문·책 표절 의혹을 조사하기 위하여 교수 의회가 임의로 진상조사위원회를 구성하였다. 진상조사위원회는 표절이 있었다고 교수 의회에 보고하였으나, 교수 의회에서는 반대 의견이 있어 진상조사위원회의 보고서를 채택하지 않기로 결정했다. 대신 소명서와 함께 보고서를 총장 임명 권한이 있는 이사회에 전달했다.
이후 이필상 총장은 자신의 신임을 묻겠다며 신임 투표를 제안하였다.
2월 13일 오전 9시부터 다음날 오후 6시까지 교수를 대상으로 이필상 총장 신임투표가 이루어졌다. 투표자는 총 479명으로 전체 교수의 39.2%였고, 투표 결과 88.7%가 신임에 찬성하였다. 그러나 이필상 총장은  2월 15일에 사의를 표명했으며, 2월 26일 재단 고려중앙학원은 이필상 총장의 사표를 수리하였음을 밝혔다.
이필상 전 총장은 총장직 사퇴 후 평교수로 직장에 복귀한다. 이 전 총장은 2007년 봄학기에는 연구년을 신청하였고 2007년 가을학기부터 강의를 재개할 예정이다.
2007년 12월 민간금융위원회의 위원장을 맡고 있다.
2012년 9월 이후부터는 서울대 경제학부에서 강의를 하고 있다.